# Huszár Elemér (politikus)
Baráthi Huszár Elemér Albert (Ipolybalog, 1883. július 25. – Budapest, Józsefváros, 1953. január 10.) magyar politikus, országgyűlési képviselő, Huszár Aladár budapesti főpolgármester bátyja.

## Életpályája
Huszár Béla (1857–1904) és ebeczki Blaskovich Jolán (1861–1933) gyermekeként született. A budapesti Ferenc-József-Intézet növendéke volt, majd jogot hallgatott a Budapesti Tudományegyetemen, ahol államtudományi államvizsgát tett. Jogi tanulmányai befejeztével a Magyaróvári Magyar Királyi Gazdasági Akadémia előadásait hallgatta, majd nyugat-európai tanulmányútra ment, ahol mezőgazdasági tanulmányokat folytatott. Hazatérve átvette keszegi birtokának vezetését. Tagja volt Nógrád vármegye törvényhatósági bizottságának. A politikai életben kezdetben nem sokat szerepelt, a Magyarországi Tanácsköztársaság előtt a Nemzeti Munkapárt kültagja volt, amelyből kilépve – nem akart hozzájárulni ahhoz, hogy a háború alatt osztrák ezredek magyar legénységgel egészüljenek ki – az Országos Alkotmánypárthoz csatlakozott.
A kommün alatt megszerezte a vörösök tiszai felvonulásának terveit és csatarendjét, amit Lévára, az ott állomásozó cseh antantparancsnokhoz sikerült eljuttatnia. A forradalom után részt vett a Rubinek Gyula vezette Országos Földmíves Párt szervezésében, ami egy sikertelen kísérletet követően végül csak összeolvadt az Országos Kisgazdapárttal. Ennek színeiben az 1920-as választásokon országgyűlési mandátumot nyert. Mikor pártja és a KNEP összeolvadt, ő is belépett az abból született Egységes Pártba. Az 1922-es választásokon ifjabb Mikszáth Kálmánnal (az író Mikszáth Kálmán fiával) szemben nyert országgyűlési mandátumot. Választmányi tagja volt az OMGE-nek és a Gazdaszövetségnek. A szövetkezeti mozgalomban élénken részt vett. A kérvényi összeférhetetlenségi, állandó számvizsgáló és vízügyi bizottság tagja is volt.